# Rhododendron anthopogonoides
Rhododendron anthopogonoides är en ljungväxtart som beskrevs av Carl Maximowicz. Rhododendron anthopogonoides ingår i släktet rododendron, och familjen ljungväxter. Inga underarter finns listade i Catalogue of Life.